# Boscia oleoides
Boscia oleoides là một loài thực vật có hoa trong họ Capparaceae. Loài này được (Burch. ex DC.) Toelken mô tả khoa học đầu tiên năm 1969.